# USS Mustin (DD-413)
USS Mustin (DD-413) là một tàu khu trục lớp Sims được Hải quân Hoa Kỳ chế tạo ngay trước Chiến tranh Thế giới thứ hai; nó là chiếc tàu chiến đầu tiên của Hải quân Hoa Kỳ được đặt tên theo Đại tá Hải quân Henry C. Mustin (1874–1923), một phi công tiên phong của Hải quân Hoa Kỳ. Mustin đã hoạt động tại Mặt trận Thái Bình Dương trong suốt Thế Chiến II cho đến khi xung đột kết thúc, và sau đó được sử dụng trong Chiến dịch Crossroads, cuộc thử nghiệm bom nguyên tử tại đảo san hô Bikini vào năm 1946. Sống sót qua cuộc thử nghiệm nhưng bị nhiễm phóng xạ nặng, nó bị đánh chìm như một mục tiêu ngoài khơi Kwajalein vào ngày 18 tháng 4 năm 1948.

## Thiết kế và chế tạo
Mustin được đặt lườn tại xưởng tàu của hãng Newport News Shipbuilding & Dry Dock Co. ở Newport News, Virginia vào ngày 20 tháng 12 năm 1937. Nó được hạ thủy vào ngày 8 tháng 12 năm 1938; được đỡ đầu bởi bà Lloyd M. Mustin, con dâu Đại tá Mustin; và nhập biên chế cùng Hải quân Mỹ vào ngày 15 tháng 9 năm 1939 dưới quyền chỉ huy của Hạm trưởng, Thiếu tá Hải quân James S. Freeman.

## Lịch sử hoạt động

### Trước chiến tranh
Mustin gia nhập Hạm đội Đại Tây Dương trong một giai đoạn Tuần tra Trung lập căng thẳng trước khi Hoa Kỳ tham gia Chiến tranh Thế giới thứ hai, góp phần vào việc canh phòng khu vực Tây Đại Tây Dương. Khi Nhật Bản bất ngờ Tấn công Trân Châu Cảng vào ngày 7 tháng 12 năm 1941, nó đang được đại tu tại Xưởng hải quân Boston, Boston, Massachusetts, nhưng đã ra khơi ngay ngày hôm sau hộ tống cho các thiết giáp hạm Idaho và Mississippi bước vào chiến đấu. Bản thân nó hoàn tất việc đại tu tại Xưởng hải quân Charleston, South Carolina vào ngày 3 tháng 1 năm 1942; băng qua kênh đào Panama vào ngày 20 tháng 1, và đi đến Trân Châu Cảng vào ngày 17 tháng 2 để làm nhiệm vụ hộ tống các đoàn tàu vận tải đi lại giữa Hawaii và San Francisco, California cho đến ngày 3 tháng 4.

### Thế Chiến II

#### 1942
Sau khi hoàn tất nhiệm vụ hộ tống một đoàn tàu vận tải đi Samoa và quay về Trân Châu Cảng vào ngày 24 tháng 5, Mustin sau đó hộ tống một tàu buôn với lực lượng tăng cường đi đến đảo Midway, vốn đang bị đe dọa bởi một cuộc tấn công diễn ra lúc nó đang trên đường quay trở về Trân Châu Cảng, và nó về đến nơi vào ngày 5 tháng 6. Hai ngày sau, chiếc tàu khu trục khởi hành cùng với Lực lượng Đặc nhiệm 17 để truy tìm những tàu Nhật Bản sống sót đang phân tán sau Trận Midway. Sau khi tìm kiếm không có kết quả, lực lượng quay trở về vùng biển Hawaii vào ngày 13 tháng 6, nơi Mustin tiến hành huấn luyện và tuần tra trong hai tháng tiếp theo.
Mustin khởi hành vào ngày 17 tháng 8 cùng với Lực lượng Đặc nhiệm 17, được hình thành chung quanh tàu sân bay Hornet, để tham gia chiến đấu tại khu vực Tây Nam Thái Bình Dương. Lực lượng bảo vệ cho các hướng tiếp cận phía Nam đến Guadalcanal trong giai đoạn đầu của Trận Guadalcanal, rồi không kích xuống Buin, Faisi và Tonolai. Trong Trận chiến quần đảo Santa Cruz vào ngày 26 tháng 10, nó đã cứu vớt 337 người sống sót từ Hornet, rồi đánh đắm chiếc tàu sân bay bằng một loạt ngư lôi. Chiếc tàu khu trục đã trả thù phần nào cho chiếc tàu sân bay khi bắn rơi năm máy bay đối phương trong trận chiến.
Sau đó Mustin luân phiên nhiệm vụ tuần tra và hộ tống vận tải tại Nouméa và Espiritu Santo với các hoạt động cùng lực lượng đặc nhiệm, và vào ngày 11 tháng 11 đã gia nhập Lực lượng Đặc nhiệm 16 cho trận Hải chiến Guadalcanal. Vào ngày 25 tháng 12, nó bắn phá các vị trí của quân Nhật trên bờ tại Guadalcanal, nơi nó đã hộ tống các tàu vận tải.

#### 1943
Sang tháng 2 năm 1943, Mustin lại hỗ trợ các hoạt động của tàu sân bay ngoài khơi Guadalcanal, trước khi quay trở lại nhiệm vụ tuần tra và hộ tống vận tải cho đến ngày 14 tháng 4, khi nó quay trở về Trân Châu Cảng. Mười ngày sau, nó đi đến Adak, Alaska, nơi nó tham gia hoạt động tuần tra về phía Tây Bắc hòn đảo cho đến cuối tháng 5, khi lực lượng của nó lên đường hỗ trợ cho việc chiếm đóng đảo Attu. Trong suốt mùa Hè, nó tuần tra tại vùng biển bão tố và sương mù khắc nghiệt của quần đảo Aleut, nhiều lần bắn phá Kiska, cũng như ngăn chặn các đoàn tàu Nhật Bản tìm cách tăng viện cho lực lượng trú đóng tại đây. Trong đêm 25-26 tháng 7, đội của nó tham gia một "Trận chiến Pips", bắn vào mục tiêu được cho là lực lượng Nhật Bản, nhưng chỉ là những tín hiệu trên màn hình radar do những điều kiện khí quyển bất thường. Sau khi hỗ trợ cho việc tái chiếm Kiska vào ngày 15 tháng 8, nó lên đường quay trở về Xưởng hải quân Mare Island để đại tu, rồi quay trở lại Trân Châu Cảng vào ngày 31 tháng 10.

#### 1944
Mustin khởi hành cùng với Lực lượng Đặc nhiệm 52 vào ngày 10 tháng 11 cho cuộc tấn công lên đảo Makin thuộc quần đảo Gilbert mười ngày sau đó, rồi quay trở về vùng bờ Tây để tổng dượt các hoạt động đổ bộ ngoài khơi San Pedro, California. Nó đi đến Lahaina Roads, Maui vào ngày 21 tháng 1 năm 1944 để tập trung cho Chiến dịch quần đảo Marshall, và vào ngày 30 tháng 1 đã bắn phá các vị trí đối phương tại Wotje. Sang ngày hôm sau, nó hộ tống cho các tàu tuần dương để bắn phá Kwajalein, và vào ngày 1 tháng 2 đã tham gia việc bắn phá đảo san hô. Trong hai tuần lễ tiếp theo, nó hộ tống nhiều đơn vị khác nhau chung quanh Kwajalein, rồi hoạt động ngoài khơi Eniwetok mới vừa chiếm được cho đến khi quay trở về Trân Châu Cảng vào ngày 3 tháng 3.
Mustin sau đó tham gia lực lượng hỗ trợ cho Lực lượng Đặc nhiệm 58 hùng mạnh, bảo vệ cho các tàu chở dầu hạm đội tiếp nhiên liệu cho các tàu sân bay trong khi máy bay của họ không kích xuống Palau, Yap, Woleai và Ulithi thuộc quần đảo Caroline từ ngày 30 tháng 3 đến ngày 1 tháng 4. Nó quay trở lại khu vực Tây Nam Thái Bình Dương vào ngày 7 tháng 4 để hộ tống các tàu sân bay trong các chiến dịch đổ bộ tại New Guinea: lên Aitape và Hollandia (nay là Jayapura) vào tháng 4 và Wakde vào tháng 5. Trong các chiến dịch đổ bộ liên tiếp chung quanh khu vực phụ cận và ngay tại New Guinea, nó đảm nhiệm nhiều vai trò khác nhau: hộ tống, tuần tra, bắn phá và dẫn đường máy bay chiến đấu, giúp vào việc tiến quân dọc bờ biển. Các mục tiêu tại Noemfoor, Sansapor, Mios Woendi, vịnh Humboldt và Biak cũng bị lực lượng của nó đánh phá.
Vào ngày 15 tháng 9, Mustin phục vụ như tàu dẫn đường máy bay chiến đấu chủ yếu cho cuộc tấn công đổ bộ lên Morotai, Đông Ấn thuộc Hà Lan, và sau khi hộ tống các đoàn tàu tăng viện từ New Guinea đến đây, đã rời vịnh Humboldt vào ngày 16 tháng 10 cùng lực lượng tăng cường để đi Leyte, Philippines. Đến nơi vào ngày 25 tháng 10, nó lên đường ngay ngày hôm đó đưa một đoàn tàu rời khỏi trận Hải chiến vịnh Leyte an toàn. Các nhiệm vụ hộ tống dọc các căn cứ tại khu vực Tây Nam được tiếp nối khi nó hỗ trợ từ xa cho chiến dịch tại Philippines, cho đến khi nó quay trở lại vịnh Leyte vào ngày 25 tháng 11, tham gia lực lượng phòng thủ tại chỗ chống trả các máy bay đối phương trong ngày 27 tháng 11; nó đã bắn rơi ba máy bay đối phương.

#### 1945
Sau khi tổng dợt ngoài khơi New Guinea, Mustin lên đường cho cuộc tấn công lên Luzon vào ngày 9 tháng 1 năm 1945, và trong một tháng tiếp theo đã hoạt động bắn hỏa lực hỗ trợ lực lượng trên bờ và đánh trả các cuộc không kích của đối phương ngoài khơi Lingayen, cũng như tuần tra chống tàu ngầm. Nó hoạt động tại khu vực Philippines, giúp vận chuyển lực lượng tăng cường cho đến ngày 2 tháng 2, khi nó lên đường đi Guadalcanal, nơi nó gia nhập Đệ Ngũ hạm đội, và hoạt động tuần tra chống tàu ngầm trong khi chờ đợi cuộc tổng dượt cho trận Okinawa. Đội đặc nhiệm của nó tập trung tại Ulithi, và đi đến ngoài khơi bãi Hagushi, Okinawa vào ngày 1 tháng 4, bảo vệ cho khu vực vận chuyển trong khi diễn ra cuộc đổ bộ ban đầu. Trong bốn ngày tiếp theo, nó hộ tống các tàu vận chuyển ngoài khơi bãi đổ bộ vào ban ngày, và khi chúng rút lui vào ban đêm đã đánh trả các cuộc tấn công của nhiều máy bay cảm tử kamikaze. Từ ngày 5 đến ngày 17 tháng 4, nó hộ tống các đoàn tàu vận tải đến Okinawa từ Saipan và Ulithi, rồi quay lại nhiệm vụ hỗ trợ hỏa lực, canh phòng radar, tuần tra phòng không và chống tàu ngầm ngoài khơi Okinawa cho đến ngày 2 tháng 5, khi nó tham gia bảo vệ một đội đặc nhiệm tàu sân bay hộ tống hoạt động về phía Tây Nam Okinawa.
Mustin rời Okinawa vào ngày 28 tháng 5 để đi Guam, Trân Châu Cảng, Eniwetok và San Pedro, đến nơi vào ngày 18 tháng 6 cho một giai đoạn bảo trì và nâng cấp. Chiến tranh kết thúc sáu ngày trước khi nó rời San Pedro. Sau khi huấn luyện ôn tập, nó lên đường làm nhiệm vụ chiếm đóng tại Nhật Bản, đi đến Ominato, Honshū vào ngày 16 tháng 9.

### Sau chiến tranh
Vào cuối năm 1945, Mustin quay trở về vùng bờ Tây, nhưng rồi quay trở lại quần đảo Hawaii để chuẩn bị tham gia Chiến dịch Crossroads, cuộc thử nghiệm bom nguyên tử tại đảo san hô Bikini. Sau khi tham gia thử nghiệm như một mục tiêu suốt mùa Hè, nó được cho xuất biên chế vào ngày 29 tháng 8 năm 1946, tiếp tục ở lại khu vực Bikini, và cuối cùng bị đánh chìm bởi hải pháo vào ngày 18 tháng 4 năm 1948 tại vùng quần đảo Marshall.

## Phần thưởng
Mustin được tặng thưởng mười ba Ngôi sao Chiến trận do thành tích phục vụ trong Thế Chiến II.